# Condado de Legionowo
Nota linguística: Não confundir hrabstwo (condado) com powiat (divisão administrativa)..
Legionowo (polaco: powiat Legionowski) é um powiat (condado) da Polónia, na voivodia de Mazóvia. A sede é a cidade de Legionowo. Estende-se por uma área de 389,86 km², com 95 287 habitantes, segundo os censos de 2005, com uma densidade 244,41 hab/km².

## Divisões admistrativas
O condado possui:
Comunas urbanas: Legionowo
Comunas urbana-rurais: Serock
Comunas rurais: Jabłonna, Nieporęt, Wieliszew
Cidades: Legionowo, Serock

## Demografia
População (dados de 30 de Junho de 2005):
|          | Total   | Total | Mulheres | Mulheres | Homens  | Homens |
| -------- | ------- | ----- | -------- | -------- | ------- | ------ |
|          | pessoas | %     | pessoas  | %        | pessoas | %      |
| Total    | 95 287  | 100   | 49 290   | 51,7     | 45 997  | 48,3   |
| Cidades  | 54 421  | 100   | 28 533   | 52,4     | 25 888  | 47,6   |
| Povoados | 40 866  | 100   | 20 757   | 50,8     | 20 109  | 49,2   |